# Fred Kennedy (cầu thủ bóng đá)
Frederick Kennedy (23 tháng 10 năm 1902 - 14 tháng 11 năm 1963) là một cầu thủ bóng đá người Anh thi đấu ở vị trí tiền đạo.